# Плешки
Пле́шки (рос. Плешки) — присілок у складі Орічівського району Кіровської області, Росія. Входить до складу Істобенського сільського поселення.
Населення становить 13 осіб (2010, 20 у 2002).
Національний склад станом на 2002 рік — росіяни 100 %.